# Carlo Enrico Brenno
Carlo (Carolus) Enrico Brenno (født 1688 i Salorino (Mendrisio) (de) ved Chiasso i kantonen Ticino, Schweiz (døbt 9. december 1688), død 9. december 1745 i København) var en schweizisk billedhugger og stukkatør virksom i Tyskland og Danmark.

## Baggrund
Han var søn af stukkatør Giovanni Battista Brenno der var en fra Tyskland indkaldt italiensk billedhugger og stukkatør. Brenno tilhørte en af de store italienske stukkatørfamilier, hvoraf forskellige medlemmer arbejdede i Østrig og Sydtyskland (således Francesco og Carlo Antonio i Salzburg, Prospero i Würzburg i 1680'erne og Giovanni Battista på samme tid i Altotting og 1700–13 i Bamberg).

## Virke
I Hamborg udførte Carlo Enrico Brenno 1716 et stort, senere ødelagt, epitafium over den holstenske grev Vilhelm Ahlefeld og hustru.
I Danmark fik han kgl. bevilling som billedhugger 3. september 1720 og borgerskab i København 19. november 1731. De følgende år var Brenno den ledende stukkatør ved de kgl. byggerier. Brenno udførte 1727 gravmælet over stiftamtmand Frederik Giedde i Sankt Hans Kirke i Odense, det må regnes for hans bevarede hovedværk. Desuden skyldes de store stukkaturarbejder i kuplen og havesalen i Fredensborg Slot hans hånd, foruden lignende arbejder på Clausholm, Hirschholm Slot, på Københavns Slot og på det første Christiansborg Slot.
Han bevarede dog forbindelsen til Tyskland, for 1721–22 modtog en "Brenno aus Hamburg" betaling for arbejder på slottet i Eutin. Han fik desuden 1728 rejsepas til Tyskland.

## Stil
Brenno var en af de mest veltrænede og originale stukkatører, som har arbejdet i Danmark. Stilmæssigt stod han i begyndelsen for en tung barokstil med en sammenblanding af ornamentale elementer og planteslyng, fantastiske dyrefigurer og genier. Senere blev hans udtryk lettere, og i hans sidste værk, Frederiksdals udsmykning, var han slået om i rokokostilen.

## Elever
Det var formentlig Brenno, som hentede de yngre italienske stukkatører Giovanni-Battista Fossati, Giulio Guione og Carlo Staffieri til Danmark for at udføre stukarbejde på Christiansborg Slot, og i den første tid har de arbejdet som hans svende. Måske var det Nicolai Eigtved, der skaffede ham Hans Andreas Bischel fra August den Stærkes hof. Tillige blev Brenno anvendt som synsmand ved andre stukkatørers arbejde, således besigtigede han 1742 Guiones stukkaturer i Øresunds Toldkammer og udtalte sit skøn herover.
Brenno var vistnok ugift. Han blev begravet i København fra Trinitatis Kirke.
- Frederik Gieddes epitafium
- Simon Bertelsens epitafium

## Værker
Epitafier:
- Grev Vilhelm Ahlefeld og hustru i domkirken, Hamborg (1716, ikke bevaret)
- Frederik Giedde i Sankt Hans Kirke, Odense (1727)
- Simon Bertelsen fra Sparrelund i Øsby Kirke ved Haderslev (1728)

Bevarede stukarbejder:
- Lofter og vægge i Kuppelsalen og Havesalen, Fredensborg Slot (1721)
- Lofter i en sal og 4 kabinetter samt 8 dørstykker, Clausholm (1724)
- Eremitagen
- Arbejder på Frederiksberg Slot fra 1732, putti og draperi i pandekagekøkkenet (1736), og over kamin i dronningens sovegemak
- Frederiksdal, fuldført af Giovanni-Battista Fossati

Forsvundne stukarbejder:
- 11 gemakker på Københavns Slot, kongens etage (1726)
- Lofter i: Bispegården, store Auditorium, Helliggeist og Trinitatis Præstegårde, København (1731)
- Store sal på Hirschholm Slot (1734, fuldførelse af Giovanni Andreolis arbejder)
- Christiansborg Slot: bl.a. dronningens trappe, en række gemakker i kongens etage, Slotskirkens loft (1737 sammen med Giulio Guione)
- Grotte ved kaskaden i Frederiksberg Have (1738)
- I kinesiske lysthus, Frederiksborg Slotshave (1744)
- I pavillon i Sophie Amalienborgs have

Andre arbejder:
- Marmorerede søjler med sidefigurer til Helligåndskirkens alter, København (1732)
- Frederiksberg Slot (1732)

Tilskrivninger:
- Lofter på: Gammel Estrup; i Hørning Kirke[4] (ca. 1725); på Overgård og Fjellebro; i Prinsens Palæ og på herregården Damp i Svans